# ジョニー・エヴァンズ
ジョナサン・グラント・エヴァンス MBE（Jonathan Grant Evans MBE, 1988年1月3日 - ）は、北アイルランド・ベルファスト出身の元サッカー選手。元北アイルランド代表。現役時代のポジションはDF。
弟のコリー・エヴァンスもサッカー選手であり、2025年6月時点でオールダム・アスレティックAFCに所属している。
2008-09シーズンにマンチェスター・ユナイテッドFCに加入し、アレックス・ファーガソン監督の下でリオ・ファーディナンドやネマニャ・ヴィディッチらとともにプレー。9シーズンにわたってクラブに在籍し、プレミアリーグで3度の優勝やFIFAクラブワールドカップなど多くのタイトルを獲得した。北アイルランド代表選手としては107試合に出場（6ゴールを記録）し、北アイルランドにとって初のUEFA欧州選手権だったUEFA EURO 2016では同国のベスト16を支える中心選手だった。2024年に代表を引退すると、その翌年にサッカー選手としてのキャリアを終えた。

## クラブ経歴

### マンチェスター・U

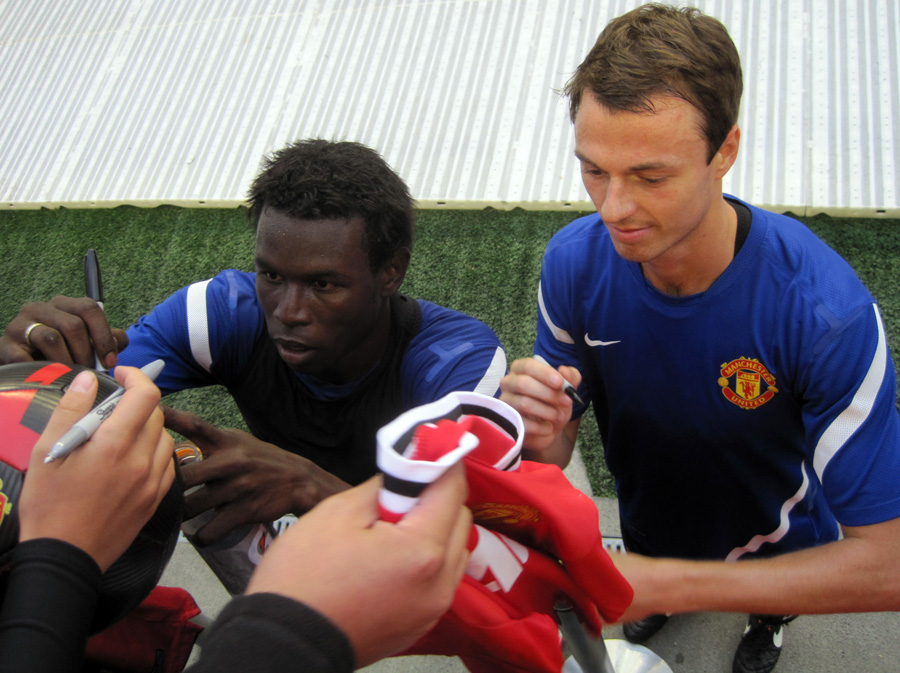
ファンサービスをするエヴァンズ (右) とマメ・ビラム・ディウフ (左) (2011年7月)

マンチェスター・ユナイテッドFCのアカデミー出身。2006-07シーズンの前半はクラブの若手チームメイト数名と共にベルギー2部のロイヤル・アントワープでプレーしていた。
2006-07シーズン冬の移籍市場で、ロイ・キーンが監督を務めるサンダーランドAFCへ期限付きで移籍。サンダーランドのチャンピオンシップ優勝とプレミアリーグ昇格に貢献した。2007-08シーズンはマンチェスター・ユナイテッドに復帰し、リーグカップやUEFAチャンピオンズリーグで出場機会を得た。2008年1月に再びサンダーランドへ期限付きで移籍。その後ロイ・キーン監督が完全移籍での獲得を目指したものの、アレックス・ファーガソン監督が将来性を高く評価していたため、ユナイテッドに復帰した。
2008-09シーズンではCLやプレミアリーグのビッグゲームで起用され、安定したパフォーマンスを披露。ウェズ・ブラウンを差し置いてクラブの控えセンターバック筆頭としての地位を確立した。
2009-10シーズンでは負傷離脱が多いリオ・ファーディナンドの穴を完全に埋めるパフォーマンスを見せ、チームのリーグ最小失点に貢献。負傷者続出のDFの中心選手となりチームを支えた。
2015年3月4日に行われたニューカッスル戦で、相手のパピス・シセに対して唾を吐いたとして、6試合の出場停止処分を受けた。なお、シセも唾を吐き返したとして7試合の出場停止処分を受けた。

### WBA
2015年8月29日、WBAへ600万ポンドで移籍し4年契約を交わした。2015年9月12日のサウサンプトン戦でWBAデビューを果たした。
2017-18シーズンからトニー・ピューリス監督によってキャプテンに任命されたが、残留争い中の2018年2月16日にトレーニングキャンプ地のバルセロナでギャレス・バリー、ジェイク・リバモア、ボアズ・マイヒルと共にタクシーを窃盗したとして尋問され、事件後の2月17日に行われたFAカップ5回戦・サウサンプトン戦ではキャプテンマークを剥奪された。

### レスター・シティ
2018年6月7日、レスター・シティと3年契約を締結したことが発表された。8月18日、ウルブス戦にてレスターでのデビューを果たした。2019年2月23日、クリスタル・パレス戦にて同クラブでの初ゴールを決めた。
2020年12月30日、新たに2023年まで契約を延長した。2022-23シーズンは18位に終わりチームは降格、エヴァンズも退団した。

### マンチェスター・ユナイテッド復帰
レスター退団後は古巣マンチェスター・ユナイテッドの練習に参加。そこで高評価を得たため、プレシーズンマッチに参加するためにマンチェスター・ユナイテッドと短期契約を結んだ。その後、ラファエル・ヴァランやルーク・ショーの負傷離脱などの影響もあり、2023年9月2日に1年契約を結んだ。
9月24日のバーンリー戦ではシセに唾を吐いた2015年3月のニューカッスル戦以来（3125日ぶり）となるユナイテッドのシャツを着てプレミアリーグの試合に先発出場した。ユナイテッドで200試合目となったこの試合では、前半25分にVARによってゴールは認められなかったもののコーナキックからゴールネットを揺らし、前半終了間際にもブルーノ・フェルナンデスのゴールをアシストする活躍を魅せた。
2025年5月30日、香港代表との親善試合で前半の45分間プレー。この試合を最後に現役引退を表明した。なお、彼はアレックス・ファーガソン監督の指導を受けた選手の中でマンチェスター・ユナイテッドのユニフォームを着てプレーした最後の選手だった。

## 代表経歴
マンチェスター・ユナイテッドのトップチームデビューを果たす前、エヴァンスは2006年9月に北アイルランドのフル代表に初招集され、スペイン戦でA代表デビューを飾った。当時世界屈指の強豪国だったスペイン相手に北アイルランドは3-2の歴史的勝利を収め、18歳だったエヴァンスも左サイドバックで印象的な活躍して北アイルランドのサッカー史上最も記憶に残る偉業の一つに貢献した。2009年3月28日、2010 FIFAワールドカップ・ヨーロッパ予選のポーランド戦で代表初ゴールを決めた。
2016年5月28日、エヴァンスは代表監督のマイケル・オニールによって、フランスで開催されるUEFA EURO 2016に挑む最終メンバーに選出された。北アイルランドがUEFA欧州選手権に参加するのはこれが初めてで、1986年のFIFAワールドカップ以来のメジャー大会だった。チームはグループステージを3位で突破したが、ラウンド16でウェールズに0-1で敗れ、ベスト16敗退となった。エヴァンスはこの大会の4試合全てに出場した。
2017年9月4日、2018 FIFAワールドカップ予選のチェコ戦(2-0)でヘディングシュートを決めた。11月、北アイルランドは32年ぶりのワールドカップ出場を目指し、スイス代表とのプレーオフに臨んだ。北アイルランドは1stレグで0-1の敗戦を喫したが、ルーマニアのオヴィディウ・ハツェガン主審が与えたPKが物議を醸した。この試合ではエヴァンスの弟コリー・エヴァンスのハンドを取られたが、ボールは明らかに選手の肩に当たっていた。この判定に北アイルランドを率いるオニール監督は「これまで関わった試合で最悪の判定だった」と語った。3日後、バーゼルで開催された2ndレグでエヴァンスは決定機を作った。エヴァンスのヘディングシュートはスイスのGKヤン・ゾマーを抜けたが、1stレグでPKを決めたスイスのDFリカルド・ロドリゲスによってゴールライン上でクリアされた。2ndレグは無得点に終わったことで、北アイルランドの2018 FIFAワールドカップ出場は叶わなかった。
2019年3月24日、UEFA EURO 2020予選・グループCのベラルーシ戦で代表3ゴール目を記録した。2022年9月27日、UEFAネーションズリーグのギリシャ戦で、エヴァンスは北アイルランド代表100試合出場を達成した4人目（パット・ジェニングス、アーロン・ヒューズ、スティーヴン・デイヴィスに次ぐ）の選手となった。
2024年8月28日、代表通算107試合に出場したエヴァンスは北アイルランド代表からの引退を表明した。

## 評価
- マンチェスター・ユナイテッドの黄金期を指揮したサー・アレックス・ファーガソン監督は2012年4月にエヴァンスを「プレミアリーグで最高のディフェンダー」と評しチームにおける彼の重要性を語った[12]。
- 元チームメイトのキース・ギレスピー（英語版）はボールの扱いが力強く、かつ優雅だったことから「ロールス・ロイス」と表現した[12]。
- 2023年にはこれまでの功績が認められて大英帝国勲章（MBE）が授与された[23]。

## 個人成績

### クラブでの成績
| クラブ                | シーズン       | リーグ戦                       | リーグ戦 | リーグ戦 | 国内カップ戦 | 国内カップ戦 | リーグ杯 | リーグ杯 | 国際大会 | 国際大会 | その他 | その他 | 通算 | 通算 |
| クラブ                | シーズン       | ディビジョン                   | 出場     | 得点     | 出場         | 得点         | 出場     | 得点     | 出場     | 得点     | 出場   | 得点   | 出場 | 得点 |
| --------------------- | -------------- | ------------------------------ | -------- | -------- | ------------ | ------------ | -------- | -------- | -------- | -------- | ------ | ------ | ---- | ---- |
| アントワープ (loan)   | 2006-07        | ベルギー・セカンドディビジョン | 11       | 3        | 1            | 0            | —        | —        | —        | —        | —      | —      | 12   | 3    |
| アントワープ (loan)   | クラブ通算     | クラブ通算                     | 11       | 3        | 1            | 0            | —        | —        | —        | —        | —      | —      | 12   | 3    |
| サンダーランド (loan) | 2006-07        | チャンピオンシップ             | 18       | 1        | 1            | 0            | 0        | 0        | —        | —        | —      | —      | 19   | 1    |
| サンダーランド (loan) | 2007-08        | プレミアリーグ                 | 15       | 0        | 1            | 0            | 0        | 0        | —        | —        | —      | —      | 16   | 0    |
| サンダーランド (loan) | クラブ通算     | クラブ通算                     | 33       | 1        | 2            | 0            | 0        | 0        | —        | —        | —      | —      | 35   | 1    |
| マンチェスター・U     | 2007-08        | プレミアリーグ                 | 0        | 0        | 0            | 0            | 1        | 0        | 2        | 0        | —      | —      | 3    | 0    |
| マンチェスター・U     | 2008-09        | プレミアリーグ                 | 17       | 0        | 3            | 0            | 5        | 0        | 7        | 0        | 2      | 0      | 34   | 0    |
| マンチェスター・U     | 2009-10        | プレミアリーグ                 | 18       | 0        | 1            | 0            | 5        | 0        | 3        | 0        | 1      | 0      | 28   | 0    |
| マンチェスター・U     | 2010-11        | プレミアリーグ                 | 13       | 0        | 2            | 0            | 2        | 0        | 3        | 0        | 1      | 0      | 21   | 0    |
| マンチェスター・U     | 2011-12        | プレミアリーグ                 | 29       | 1        | 1            | 0            | 1        | 0        | 8        | 0        | 1      | 0      | 40   | 1    |
| マンチェスター・U     | 2012-13        | プレミアリーグ                 | 23       | 3        | 2            | 0            | 0        | 0        | 5        | 1        | –      | –      | 30   | 4    |
| マンチェスター・U     | 2013-14        | プレミアリーグ                 | 17       | 0        | 1            | 0            | 4        | 1        | 3        | 1        | 0      | 0      | 25   | 2    |
| マンチェスター・U     | 2014-15        | プレミアリーグ                 | 14       | 0        | 2            | 0            | 1        | 0        | —        | —        | —      | —      | 17   | 0    |
| マンチェスター・U     | クラブ通算     | クラブ通算                     | 131      | 4        | 12           | 0            | 19       | 1        | 31       | 2        | 5      | 0      | 198  | 7    |
| WBA                   | 2015-16        | プレミアリーグ                 | 30       | 1        | 4            | 0            | 0        | 0        | —        | —        | —      | —      | 34   | 1    |
| WBA                   | 2016–17        | プレミアリーグ                 | 31       | 2        | 0            | 0            | 0        | 0        | —        | —        | —      | —      | 31   | 2    |
| WBA                   | 2017–18        | プレミアリーグ                 | 28       | 2        | 2            | 0            | 1        | 0        | —        | —        | —      | —      | 31   | 2    |
| WBA                   | クラブ通算     | クラブ通算                     | 89       | 5        | 6            | 0            | 1        | 0        | —        | —        | —      | —      | 96   | 5    |
| レスター              | 2018-19        | プレミアリーグ                 | 24       | 1        | 1            | 0            | 3        | 0        | —        | —        | —      | —      | 28   | 1    |
| レスター              | 2019–20        | プレミアリーグ                 | 31       | 1        | 2            | 0            | 6        | 1        | —        | —        | —      | —      | 46   | 2    |
| レスター              | 2020–21        | プレミアリーグ                 | 28       | 2        | 4            | 0            | 0        | 0        | 5        | 0        | —      | —      | 37   | 2    |
| レスター              | 2021–22        | プレミアリーグ                 | 18       | 1        | 0            | 0            | 1        | 0        | 8        | 1        | —      | —      | 27   | 2    |
| レスター              | 2022–23        | プレミアリーグ                 | 13       | 0        | 0            | 0            | 1        | 0        | —        | —        | —      | —      | 14   | 0    |
| レスター              | 通算           | 通算                           | 121      | 5        | 7            | 0            | 11       | 1        | 13       | 1        | —      | —      | 126  | 5    |
| マンチェスター・U     | 2023-24        | プレミアリーグ                 | 23       | 0        | 4            | 0            | 1        | 0        | 2        | 0        | —      | —      | 30   | 0    |
| マンチェスター・U     | 2024-25        | プレミアリーグ                 | 7        | 0        | 0            | 0            | 3        | 1        | 2        | 0        | 1      | 0      | 13   | 1    |
| マンチェスター・U     | クラブ通算     | クラブ通算                     | 161      | 4        | 16           | 0            | 23       | 2        | 35       | 2        | 6      | 0      | 241  | 8    |
| キャリア総通算        | キャリア総通算 | キャリア総通算                 | 415      | 18       | 32           | 0            | 35       | 3        | 48       | 3        | 6      | 0      | 536  | 24   |

1. 1 2 3 4 5 6 7  UEFAチャンピオンズリーグ
2. ↑  2009 FIFAクラブワールドカップ
3. 1 2 3 4 5  FAコミュニティ・シールド
4. ↑  UEFAチャンピオンズリーグ4試合、UEFAヨーロッパリーグ4試合に出場
5. 1 2 3  UEFAヨーロッパリーグ
6. ↑  UEFAヨーロッパリーグ4試合、UEFAヨーロッパカンファレンスリーグ4試合に出場

### 代表での出場
2025年6月2日現在
出場大会
- 2016年 - UEFA EURO 2016（ベスト16）

試合数
- 国際Aマッチ 107試合 6得点（2006年 - 2024）

| 北アイルランド代表 | 国際Aマッチ | 国際Aマッチ |
| 年                 | 出場        | 得点        |
| ------------------ | ----------- | ----------- |
| 2006               | 3           | 0           |
| 2007               | 5           | 0           |
| 2008               | 7           | 0           |
| 2009               | 5           | 1           |
| 2010               | 5           | 0           |
| 2011               | 4           | 0           |
| 2012               | 3           | 0           |
| 2013               | 6           | 0           |
| 2014               | 0           | 0           |
| 2015               | 7           | 0           |
| 2016               | 13          | 0           |
| 2017               | 9           | 1           |
| 2018               | 9           | 0           |
| 2019               | 8           | 2           |
| 2020               | 5           | 0           |
| 2021               | 4           | 0           |
| 2022               | 7           | 1           |
| 2023               | 6           | 1           |
| 2024               | 1           | 0           |
| 通算               | 107         | 6           |

### 代表での得点
| #  | 日付           | 開催地                                 | 対戦相手国 | スコア | 結果 | 試合概要               |
| -- | -------------- | -------------------------------------- | ---------- | ------ | ---- | ---------------------- |
| 1. | 2009年3月28日  | ベルファスト, ウィンザー・パーク       | ポーランド | 2-1    | 3-2  | 南アフリカW杯・予選    |
| 2. | 2017年9月4日   | ベルファスト, ウィンザー・パーク       | チェコ     | 1-0    | 2-0  | ロシアW杯・予選        |
| 3. | 2019年3月24日  | ベルファスト, ウィンザー・パーク       | ベラルーシ | 1-0    | 2-1  | EURO 2020・予選        |
| 4. | 2019年10月14日 | プラハ, レトナ・スタジアム             | チェコ     | 2-0    | 3-2  | 親善試合               |
| 5. | 2022年6月12日  | ベルファスト, ウィンザー・パーク       | キプロス   | 2-2    | 2-2  | UEFAネーションズリーグ |
| 6. | 2023年9月7日   | リュブリャナ, スタディオン・ストジツェ | スロベニア | 2-3    | 2-4  | EURO 2024・予選        |

## タイトル

### クラブ
サンダーランド
- フットボールリーグ・チャンピオンシップ：1回 (2006-07)

マンチェスター・ユナイテッド
- プレミアリーグ：3回 (2008-09, 2010-11, 2012-13)
- フットボールリーグカップ：2回 (2008-09, 2009-10)
- FAカップ：1回 (2023-24)
- FAコミュニティ・シールド：4回 (2008, 2010, 2011, 2013)
- UEFAチャンピオンズリーグ：1回 (2007-08)
- FIFAクラブワールドカップ：1回 (2008)

レスター・シティ
- FAカップ：1回 (2020-21)

### 個人
勲章
- MBE : 2023年